# Castell i vila de Talarn
El castell i vila de Talarn és un conjunt fortificat medieval que inclou l'actual vila de Talarn, al Pallars Jussà.
Malgrat no haver deixat mai de ser una important vila en la vida de la comarca, els continus canvis no han impedit que es conservessin molts elements de la vila medieval, des del mateix traçat urbanístic de la vila closa.

## Història
El terme del castell és documentat els anys 1055 i 1056 com a afrontació septentrional dels castells de Mur i de Llimiana. L'any 1064, el comte Ramon VI de Pallars Jussà cedí al seu cosí Artau I de Pallars Sobirà el castell en penyora. El 1079, Ramon VI l'infeudà al seu castlà Ginaman Hug i en els propers anys s'establí una complicada jerarquia feudo-vassallàtica que pot ésser interpretada com a indici de la importància del castell dins el conjunt del comtat, derivada de la situació estratègica i de l'amplitud del terme jurisdiccional.
A partir del segle xiii coneixem alguns castlans del castell de Talarn, entre els quals trobem membres de les famílies Mur i Vilamur. Arcard de Talarn, consta en retre homenatge l'any 1338 a Pere III pel castell de Talarn. Al llarg de la primera meitat del segle xiv, els monarques, necessitats de grans sumes de numerari, empenyoraren en diverses ocasions els castells de Talarn i Orrit. L'any 1357 el rei va vendre en franc alou els castells i llocs de Talarn i Orrit a Arnau Roger, comte de Pallars, per la quantitat de 71.000 sous. Per privilegi reial de l'any 1455 Talarn fou constituïda en capital de la sotsvegueria del Pallars i residència dels sotsveguer, càrrec que en endavant només podrien exercir els fills de la vila. Per la seva importància estratègica i centralitat política, l'any 1476 fou presa per les companyies mercenàries de Lluís de Mudarra i l'any 1562 pels hugonots comandats pel comte de Foix. L'any 1716 Felip V convertí Talarn en cap de corregiment, capitalitat que perdé el 1834 a favor de Tremp.

## Descripció
El castell termenat de Talarn era situat en el lloc més elevat i oriental de la vila closa, on encara avui dia hi ha algunes restes. S'hi conserva la Torre de la Presó i el Pla del Castell, antic pati d'armes. En el que es conserva es pot observar un diàmetre de 2,7 m. a la torre, una alçada de 6 m, amb dos relleixos a 2,9 i 3,9 m. del terra, i amb uns gruixos, en els murs adjacents, de 180 cm. Aquesta part es pot datar al segle xi. Prop de les restes de la Torre de la Presó hi ha també d'altres restes del castell, entre les quals les de la primitiva església, molt emmascarades entre les cases que ocupen el lloc on hi hagué el castell.
Als peus del castell es va anar generant la vila de Talarn. Probablement començà com un poble castral nascut a redós del castell, que es convertí en vila closa molt aviat, en estendre's les muralles del castell en un segon recinte que abraçava la vila medieval. Amb el pas del temps es van anar modernitzant les velles cases medievals, sobretot en l'època esplendorosa de la història de la vila, quan Talarn esdevingué una vila cortesana, a nivell comarcal, ja que va acollir les principals famílies pallareses, que s'hi construïren la casa pairal.

Torres de la vila de Talarn
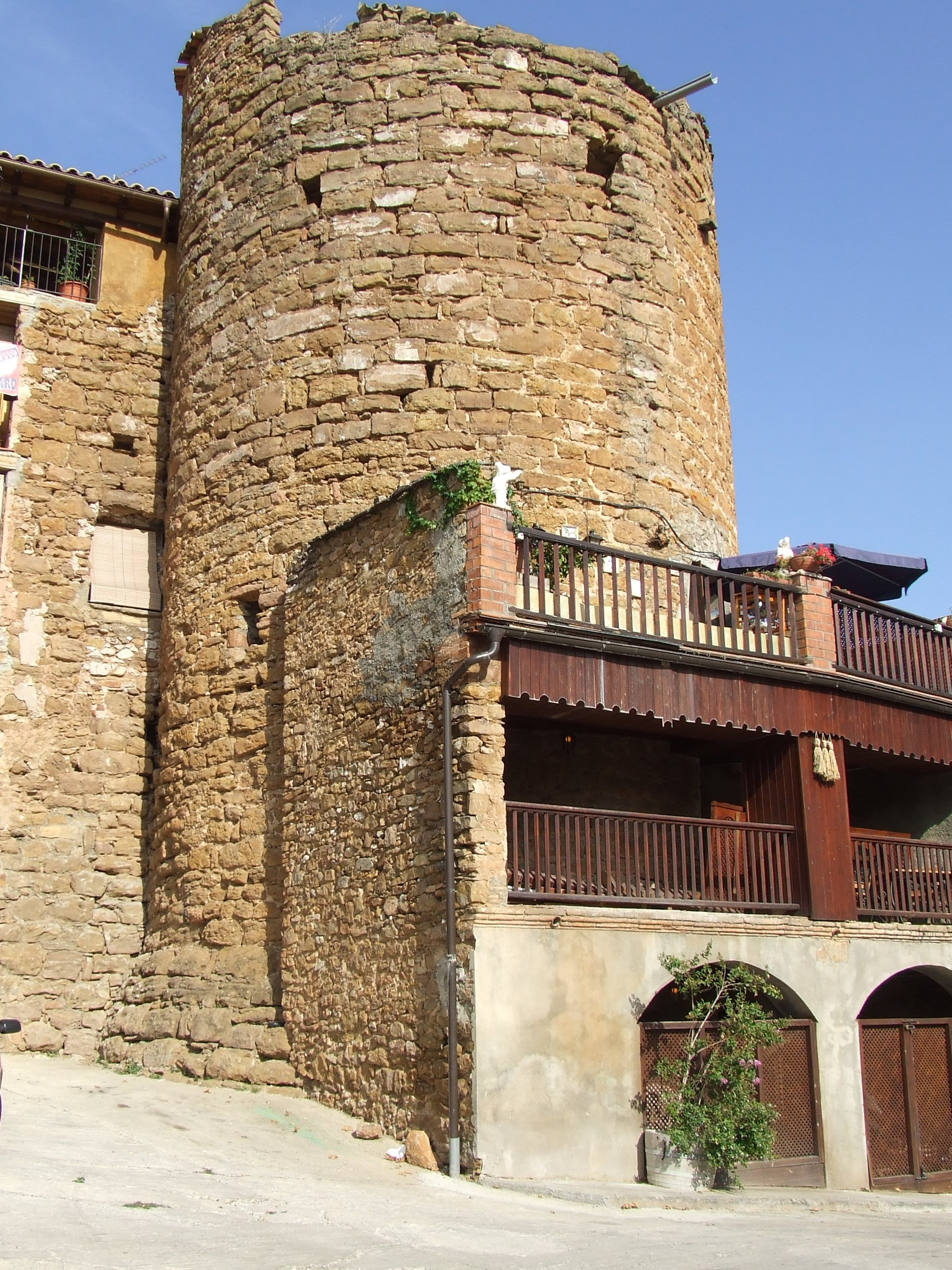
Torre de Soldevila
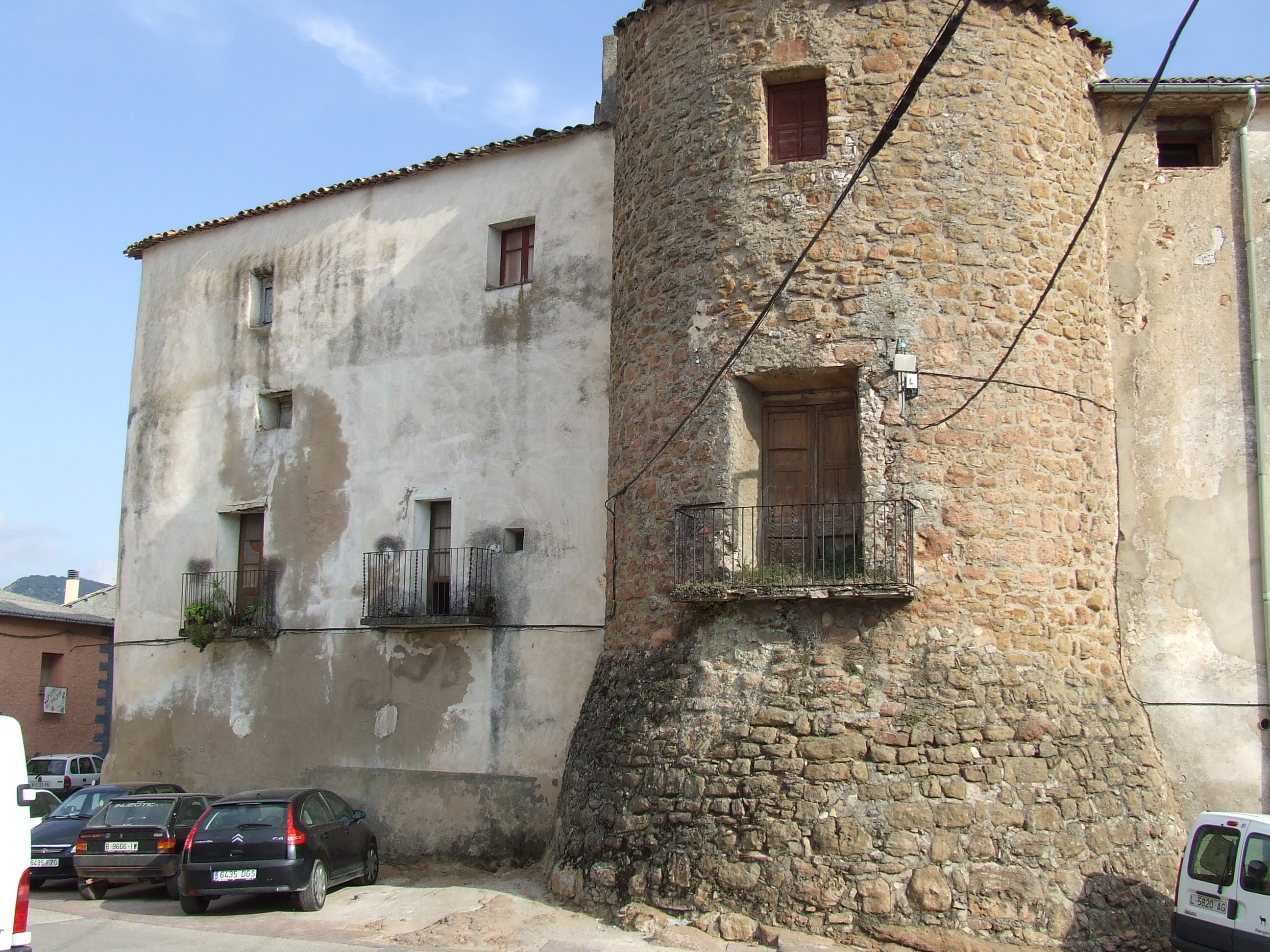
Torre de Caps
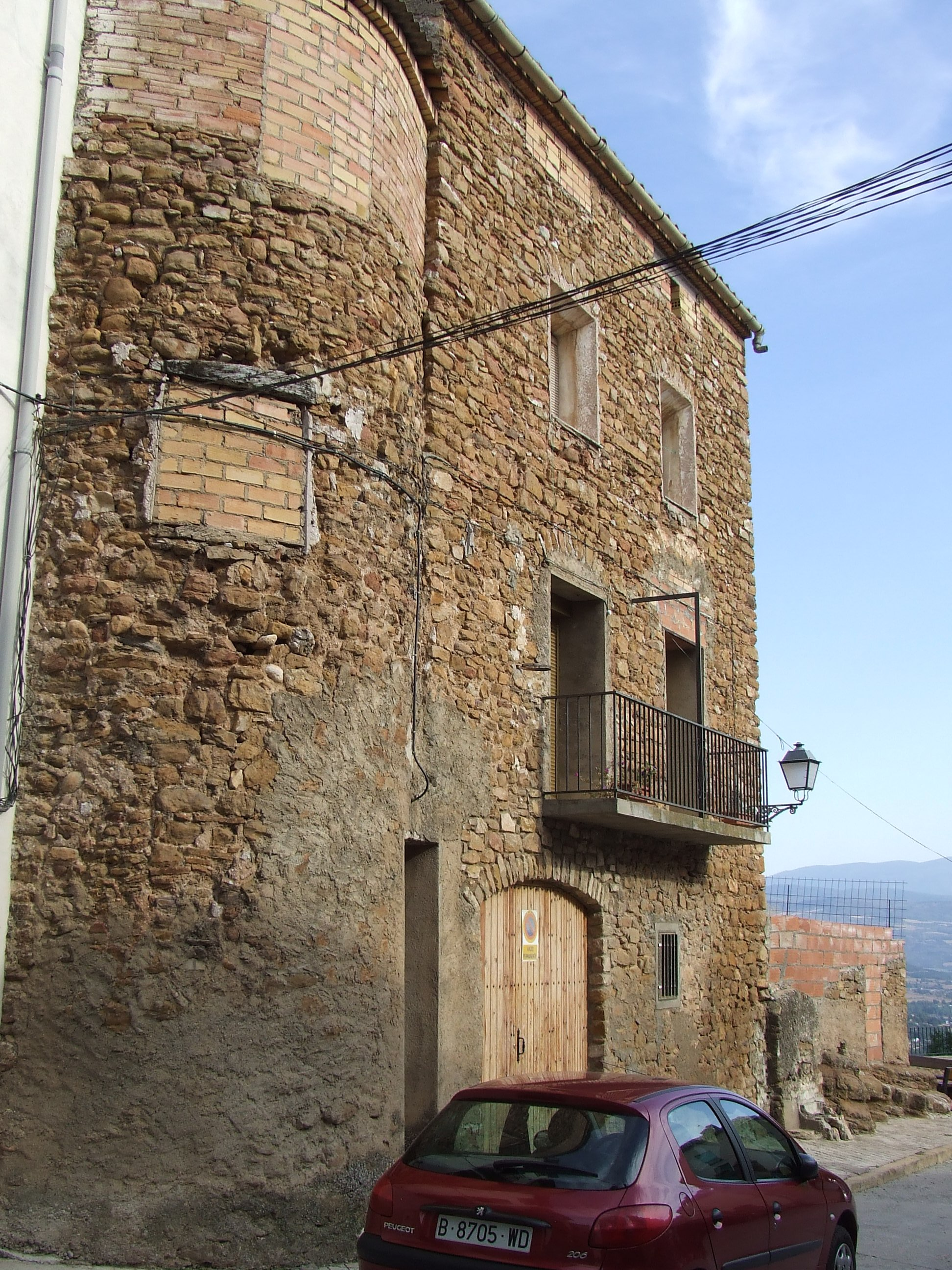
Torre o bestorre del Portal de Caps
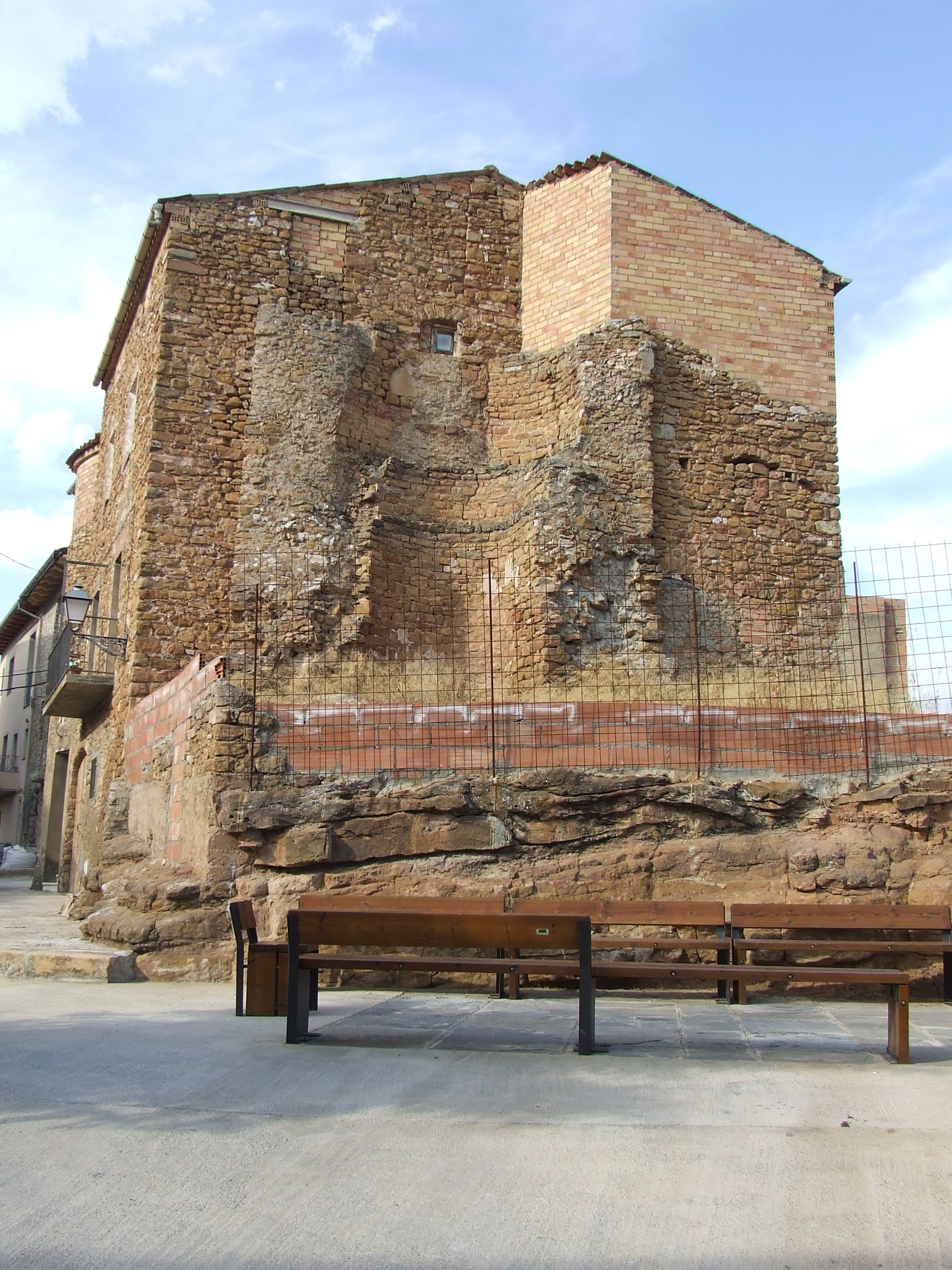
Torre de la Presó, restes del castell

A la banda oriental de la vila hi ha el Portal i la Torre de Soldevila, atalussada i feta de carreus grossos ben arrenglerats. A l'altre extrem de la vila, a ponent, hi ha la Torre de Caps, feta amb pedra menys regular, més petita i irregularment col·locada A prop d'aquesta torre, més al nord, hi ha les traces d'una bestorre o torre d'angle, quasi del tot desapareguda. Encara, rere l'església de sant Martí, hi ha les restes d'una altra torre, visible per les formes arrodonides del fragment que se'n conserva (veg. Sant Martí de Talarn). Aquestes torres són més tardanes que el castell, i es podrien datar entre el segle xiii i el xiv.

Portals de la vila de Talarn
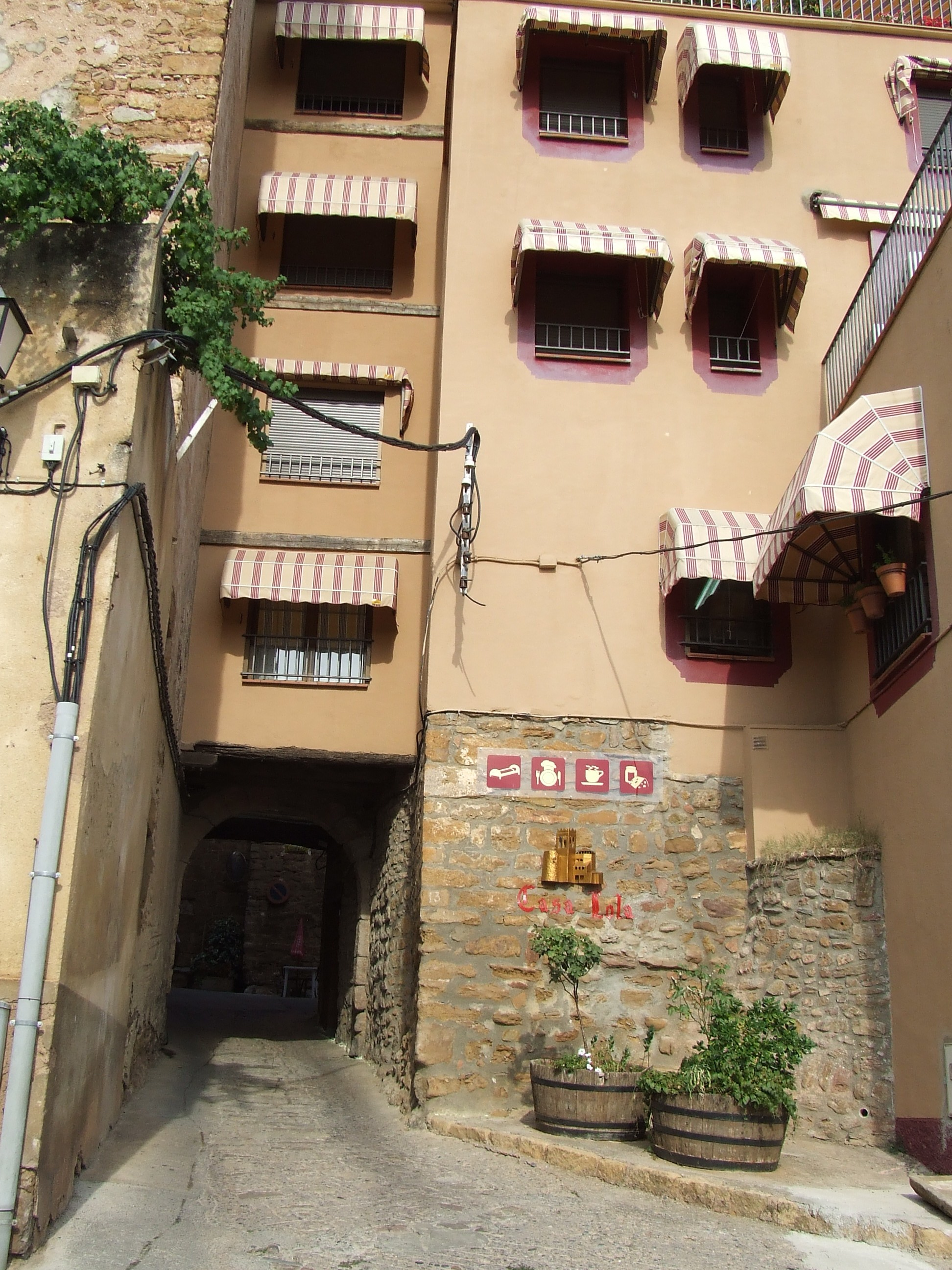
Portal de Soldevila
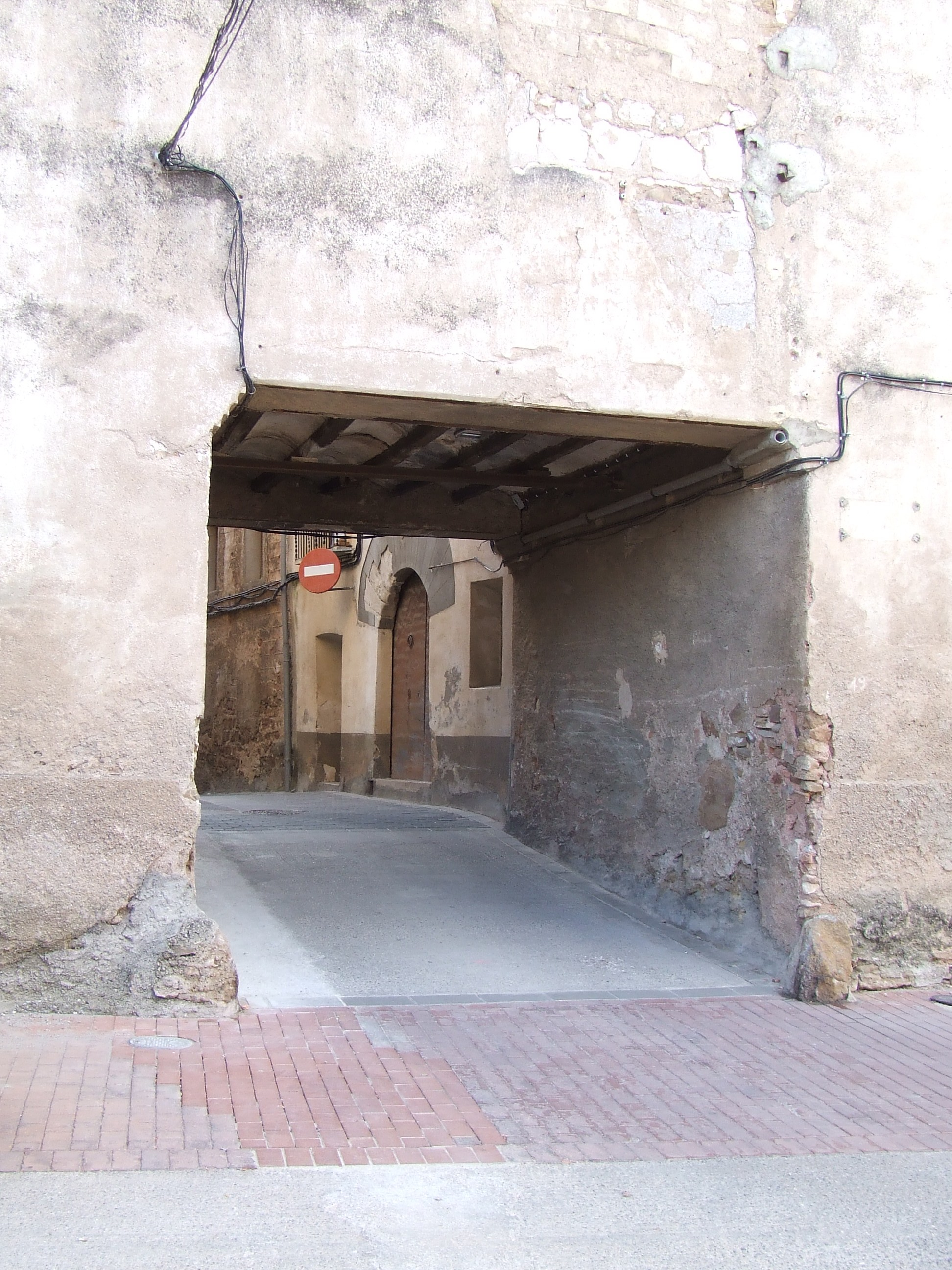
Portal de Caps
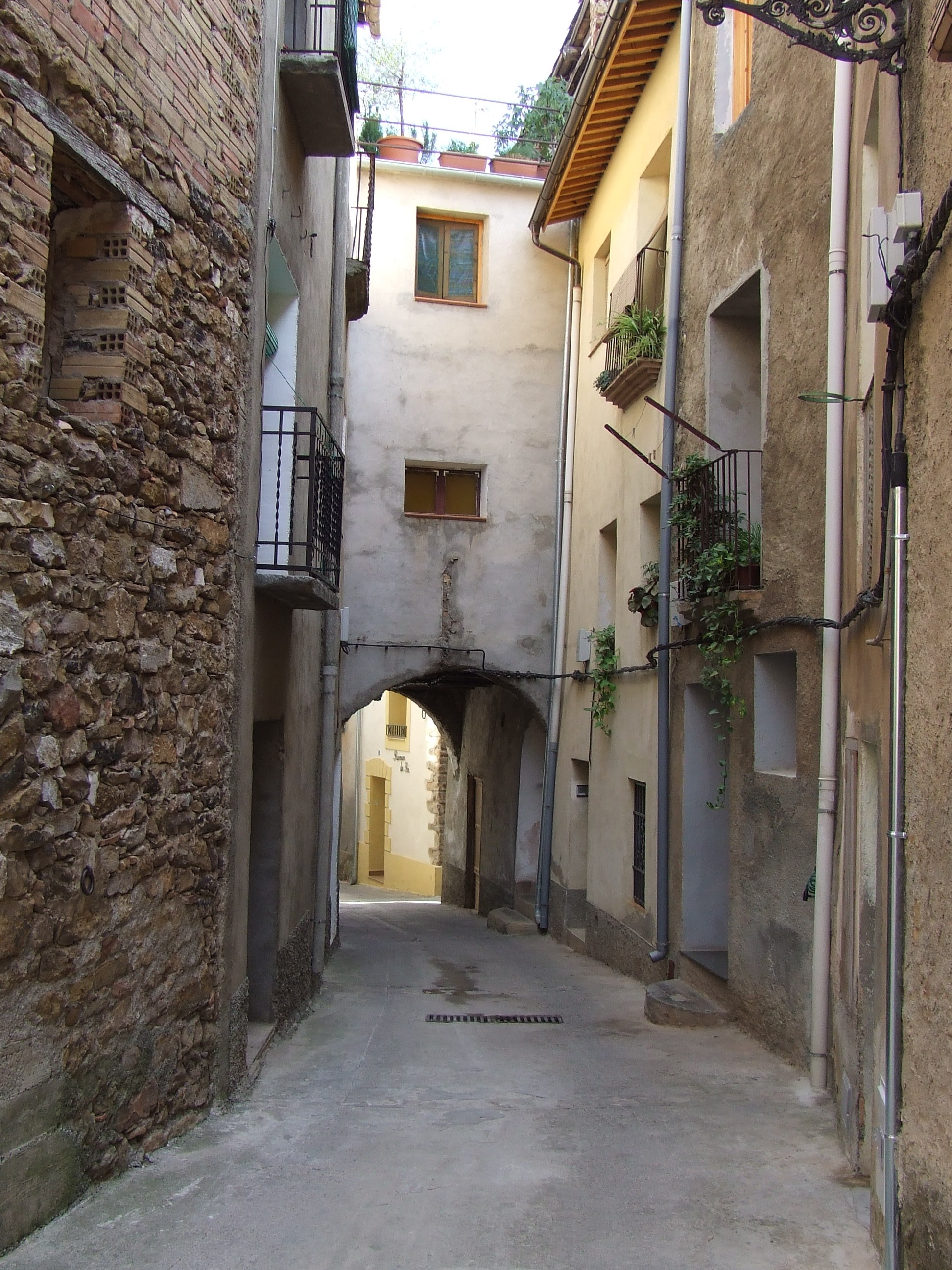
Portal interior de ran d'església
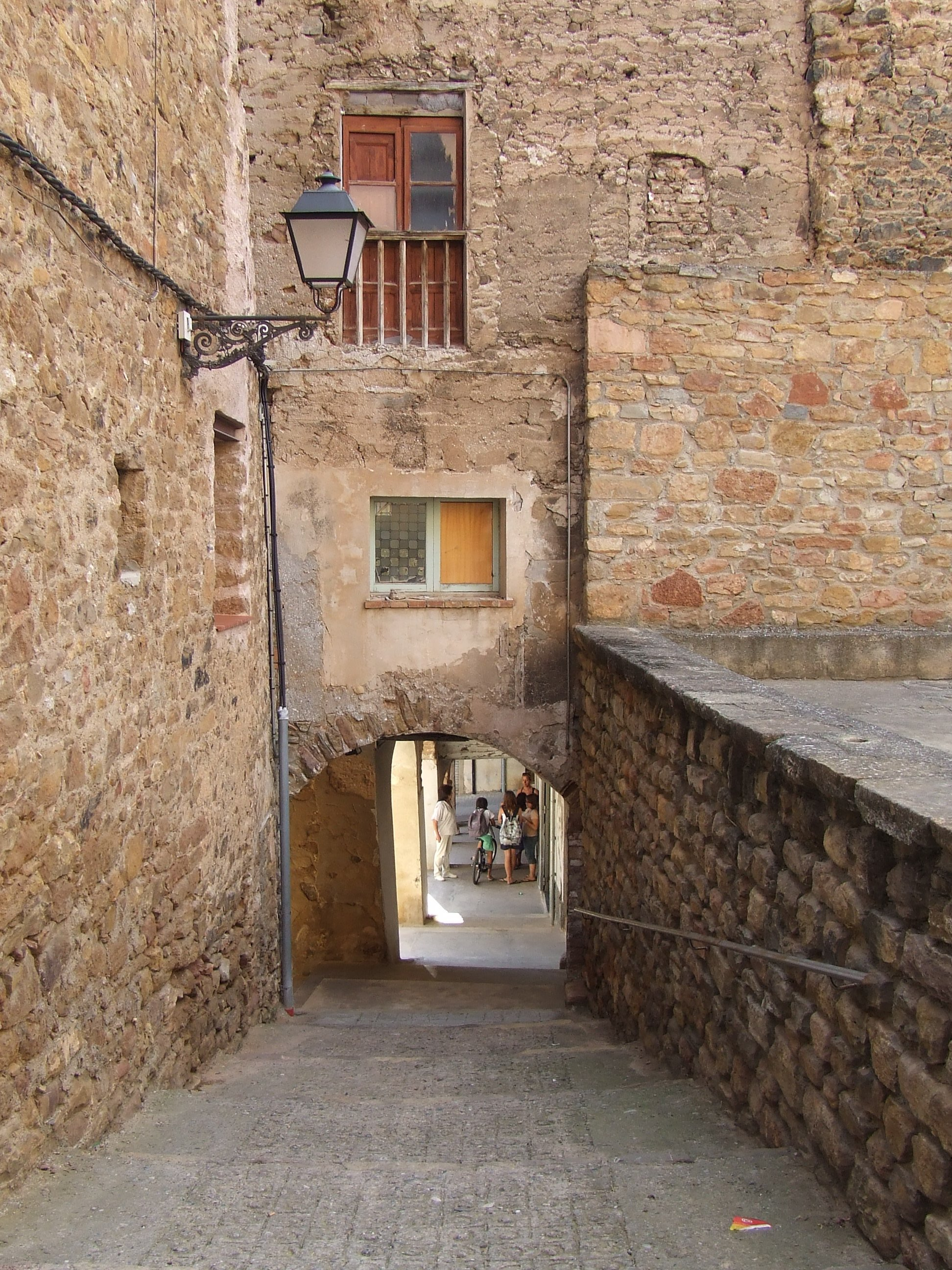
Portal interior de pujada al castell

Constituïen la vila closa pocs carrers, encara conservats, que consisteix en un carrer principal, el del Mig o del Forn, que arrenca del costat nord de l'església, i, paral·lel a ell, el carrer Nou, o de Pau Coll, que de fet esdevé carrer principal, ja que enllaça el Portal de Soldevila, al sud-est, amb el Portal de la Torre dels Caps, al costat de la torre d'aquest nom, al nord-oest de la vila. Més al nord discorre un tercer carrer, que passa pel castell i la plaça de Vilanova, o del Gall, a occident de la vila. Com a carrers, dins del clos de la vila només hi ha aquests tres; ara bé, relligant-los i completen la trama urbana de Talarn, tot de carrerons els van entrelligant. Carrerons com el del Forn o el del castell, per exemple.